# Gillberga landskommun, Värmland
Gillberga landskommun var en tidigare kommun i Värmlands län. 

## Administrativ historik
Kommunen inrättades i Gillberga socken i Gillbergs härad när 1862 års kommunalförordningar trädde i kraft den 1 januari 1863.
Vid kommunreformen 1952 bildade den storkommun med tidigare Kila landskommun. 
Sedan 1971 tillhör området Säffle kommun.
Kommunkoden åren 1952-1970 var 1721.

### Kyrklig tillhörighet
I kyrkligt hänseende tillhörde kommunen Gillberga församling. Den 1 januari 1952 tillkom Kila församling.

## Geografi
Gillberga landskommun omfattade den 1 januari 1952 en areal av 372,31 km², varav 324,30 km² land.

### Tätorter i kommunen 1960
I Gillberga landskommun fanns den 1 november 1960 ingen tätort. Tätortsgraden i kommunen var då alltså 0,0 procent.

## Politik

### Mandatfördelning i valen 1938-1966
| 15 | 5 |  | 4 |

| 23 |

| 15 | 4 | 6 |

| 24 |

| 1 | 11 | 5 | 1 | 2 |

| 20 |

| 16 | 13 | 2 | 4 |

| 35 |

| 16 | 11 | 2 | 6 |

| 34 |

| 14 | 12 | 2 | 7 |

| 28 | 7 |

| 15 | 13 |  | 6 |

| 30 | 5 |

| 12 | 15 |  | 7 |

| 29 | 6 |